# Sticking Fingers into Sockets
Sticking Fingers into Sockets è il secondo EP del gruppo musicale britannico Los Campesinos!, pubblicato il 3 luglio 2007 dall'etichetta Arts & Crafts.

## Descrizione
È il loro primo EP in edizione completa, dopo il self-made e mai commercializzato Hold On Now, Youngster del 2006.
Frontwards è una cover dell'omonimo brano dei Pavement.

## Tracce
1. "We Throw Parties, You Throw Knives" – 2:18
2. "It Started With A Mixx" – 1:19
3. "Don't Tell Me to Do the Math(s)" – 3:20
4. "Frontwards" – 2:18
5. "You! Me! Dancing!" – 6:12
6. "Clunk-Rewind-Clunk-Play-Clunk" – 0:35

## Formazione
- Aleksandra Campesinos! – voce, tastiera
- Ellen Campesinos! – basso
- Gareth Campesinos! – voce, glockenspiel
- Harriet Campesinos! – violin, tastiera
- Neil Campesinos! – chitarra
- Ollie Campesinos! – batteria
- Tom Campesinos! – capo chitarre
- David Newfeld – produttore
- Luke Jones - ingegnere (Tracce 4 e 6)